# Sleepy Hollow (Kalifornija)
Sleepy Hollow je naseljeno područje za statističke svrhe u američkoj saveznoj državi Kalifornija. Prema popisu stanovništva iz 2010. u njemu je živjelo 2.384 stanovnika.